# メアリーズビル (ワシントン州)
メアリーズビル（Marysville）は、アメリカ合衆国ワシントン州スノホミッシュ郡の都市である。人口は7万0714人（2020年）。シアトルの北55キロメートルに位置している。

## 地理・気候
北緯48度3分46秒、西経122度9分48秒 (48.062743, -122.163332)に位置している。
アメリカ合衆国統計局によると、総面積9.8 km2 (25.3 mi2) である。このうち24.8 km2 (9.6 mi2) が陸地であり、0.5 km2 (0.2 mi2) (1.94%) が水地である。
- 山:
- 河川:アレン川、ジョーンズ川、キルセダ川
- その他:

## 人口
2000年国勢調査では、人口25,315人、9,400世帯、6,608家族が暮らしている。人口密度は1,019.2/km2 (2,640.1/mi2) である。391.7/km2 (1,014.7/mi2) の平均的な密度に9,730軒の住宅が建っている。この都市の人種的な構成は白人88.21%、アフリカン・アメリカン1.02%、ネイティブ・アメリカン1.60%、アジア3.82%、太平洋諸島系0.36%、その他の人種1.89%、混血3.10%である。この人口の4.83%はヒスパニックまたはラテン系である。
全世帯のうち、18歳未満の子供と同居している世帯が40.5%、夫婦のみの世帯が54.1%、未婚女性の世帯が11.3%であり、29.7%は家族を持たない。個人名義の世帯主が23.5%、そのうち65歳以上が10.4%である。世帯ごとの平均人数は2.66人、家族ごとの平均人数は3.15人である。
18歳未満の未成年が30.1%、18歳以上24歳以下が7.9%、25歳以上44歳以下が32.9%、45歳以上64歳以下が17.7%、65歳以上が11.3%、平均年齢は33歳である。女性100人に対して男性は95.2人である。18歳以上の女性100人に対して男性は90.6人である。
この都市の世帯ごとの平均的な収入は47,088 USドルであり、家族ごとの平均的な収入は55,796 USドルである。男性は42,391 USドルに対して女性は30,185 USドルの平均的な収入がある。この都市の一人当たりの収入 (per capita income) は20,414 USドルである。人口の3.7%及び家族の5.6%の収入は貧困線以下である。全人口のうち18歳未満の4.0%及び65歳以上の5.9%は貧困線以下の生活を送っている。